# Ignati Michailowitsch Milowanow
Ignati Michailowitsch Milowanow (russisch Игнатий Михайлович Милованов; 17. Jahrhundert) war ein russischer Forschungsreisender.

## Leben
Milowanow diente ab 1650 als Kosak in Transbaikalien und wurde bald nach 1670 zum Desjatnik befördert.
Ende 1669 beschwerten sich chinesische Gesandte im Ostrog Nertschinsk über Angriffe von Kosaken aus der ersten russischen Siedlung Albasino am linken Ufer des Amurs (im heutigen Rajon Skoworodino) auf chinesische Untertanen. Im April 1670 forderte ein weiterer chinesischer Gesandter den Nertschinsker Woiwoden Daniil Arschinski auf, den Fürsten Gantimur der Ewenken oder Dauren auszuliefern, der einige Jahre zuvor aus China zu den Russen übergelaufen war. Darauf schickte Arschinski den Desjatnik Milowanow mit seinem Bruder Wassili und einigen Kosaken mit einem Brief an den chinesischen Kaiser Kangxi nach Peking. In dem Brief wurde die Tributpflicht des Kaisers gegenüber dem russischen Zaren Alexei eingefordert. Die Albasinoer Kosaken hätten sich nur gegen Überfälle der Dauren und Dutschery verteidigt, bei dem Russen getötet wurden und Vieh geraubt worden war. Gantimur könnte wegen seines Alters, seiner Erkrankung und der fehlenden Entscheidung des Zaren nicht ausgeliefert werden.
Milowanow verließ mit seiner Gruppe im April 1670 Nertschinsk. Er wählte aufgrund seiner guten Kenntnisse Transbaikaliens eine neue südliche Route zum Argun und dann durch das Große Hinggan-Gebirge zum Nen Jiang. Von dort erreichte er Peking im Mai 1670.
In Peking übergab Milowanow den Brief den kaiserlichen Hofbeamten, die den Brief in Umkehrung seines Sinnes als russisches Unterwerfungsangebot übersetzten. Darauf wurde Milowanow offiziell vor dem gesamten Hof vom Kaiser empfangen. Er kehrte dann in Begleitung eines chinesischen Gesandten zurück, der dem Nertschinsker Woiwoden einen Brief des Kaisers übergab. In dem Brief versprach der Kaiser Frieden für die Auslieferung Gantimurs. Milowanow brachte den Brief 1671 nach Moskau, wo er zunächst nicht beantwortet wurde.
1675 begleitete Milowanow die von Nicolae Milescu Spătarul geleitete russische Botschaft auf ihrem Weg nach Peking. Als Milescu mit seinem Gefolge in Jenisseisk angekommen war, schickte er Milowanow nach Peking voraus, um die Botschaft anzukündigen und die Ziele zu erläutern. Über Irkutsk und Nertschinsk kam Milowanow zum Amur, um dann als erster Europäer entlang dem Ostabhang des Großen Hinggan-Gebirges nach Peking zu gelangen. Auf dem Rückweg traf er im Februar 1676 am Nen Jiang wieder Milescus Botschaftsexpedition und ging mit einem Brief Milescus nach Moskau.
Milowanow untersuchte und dokumentierte 1681 das Tal der Seja und den Nebenfluss Selemdscha im Hinblick auf die wirtschaftlichen Entwicklungsmöglichkeiten. Er empfahl die Seja-Bureja-Ebene für Ackerbau und die Wälder im Süden der Amur-Seja-Ebene für Forstwirtschaft. An der Mündung der Seja in den Amur schlug er den Bau eines Ostrogs vor. Erst 1856 wurde dort ein Militärposten errichtet, aus dem nach dem Vertrag von Aigun 1858 die Stadt Blagoweschtschensk entstand.
1684–1685 begleitete Milowanow den Ewenkenfürst Gantimur mit dessen Sohn auf der Reise nach Moskau.